# Magic TV
 (avril 2013).
Si vous disposez d'ouvrages ou d'articles de référence ou si vous connaissez des sites web de qualité traitant du thème abordé ici, merci de compléter l'article en donnant les références utiles à sa vérifiabilité et en les liant à la section « Notes et références ».
Magic TV est une société de production de télévision française qui a été créée en mars 1993 par l'animateur Patrick Sébastien avec Olivier Guillot, Brigitte Quideau , Francis Vacher et Jean-Pierre Continsouzas.

## Productions

### Anciennes productions
- 1995 : Osons ! - TF1
- 1996 : La Dernière de Sébastien - TF1
- 1996 : Salut les copieurs ! - TF1
- 1996-1997 : Le Cœur au show ! - France 2
- 1996-1997 : Étonnant et drôle ! - France 2 (avec les Nous Ç Nous)
- 1997 : La Bande du Carré Blanc - France 2
- 1997-1998 : Fiesta - France 2 (avec les Nous Ç Nous)
- 1998 : Sébastien et les saltimbanques - France 2
- 1998 à 2019 : Le Plus Grand Cabaret du monde - (France 2)
- 2000-2001 : Fallait y penser ! - France 2
- 2001 : Prima donna (Co-présentée avec Sophie Davant) - France 2
- 2001-2002 : C'est show ! - France 2
- 2002-2003 : La Grande École des fans - France 2
- 2003 : De l'autre côté du miroir - France 2 (3 émissions, existe en DVD et VHS)
- 2003 : Shirley & Dino et compagnie - France 2 (première édition de Music-Hall et compagnie)
- 2003 à 2005 : Music-Hall et compagnie - France 2
- 2004 : 20 ans de chance - France 2 (20 ans de télévision)
- 2004 : 30 ans de scène (à l'Olympia) - France 2
- 2004 à 2018 : Le Grand Cabaret sur son 31 (version spéciale annuelle de 4 heures de l'émission Le Plus Grand Cabaret du monde diffusée chaque année pour le passage au Nouvel An ) - France 2
- 2005-2006 : La Télé de Sébastien - France 2 (12 émissions)
- 2006 : Shirley et Dino font leur cinéma - France 2
- 2006 : Intime conviction - France 2 (Série où Patrick y incarne le président d'un tribunal)
- 2006-2007 : Sur un air de fête ! (à l'Olympia) - France 2
- 2006 à 2019 : Les années bonheur avec Fabien Lecœuvre - (France 2)
- 2008 : La Double vie de Joseph Lubsky - France 2
- 2008 : Sébastien et les Gitans - France 2
- 2009-2010 : Le Grenier de Sébastien - France 2 (Animé par Olivier Villa, son fils. Patrick Sébastien y participe physiquement et aussi en voix-off (6 émissions) puis retour le 26 juillet 2010 toujours sur France 2.)
- 2012 : Sébastien, l'imitateur caméléon - France 2
- 2014 : Ze Fiesta ! - 40 ans de scène (à l'Olympia) - France 2
- 2015 : Ze Fiesta ! (à l'Olympia) - France 2
- 2017 : Le Grand Burlesque - France 2
- 2020 : Sébastien à la télé, c'est fou ! - C8
- 2021 : Samedi Sébastien - C8
- 2021-2023 : Les années Sébastien - C8
- 2022 : Les plus grands humoristes chez Sébastien - C8
- 2022-2023 : Patrick Sébastien : découvreur de talents - Comédie+ / C8
- 2022 : Le Grand Bluff : 30 ans déjà ! - Comédie+ / C8
- 2023 : Les pépites de Sébastien - C8